# Iwawa
Iwawa è una circoscrizione mista (mixed ward) della Tanzania situata nel distretto di Makete, regione di Njombe. Conta una popolazione di 10 176 abitanti (censimento 2012).